# الوین مورسالیف
الوین مورسالیف (ترکی آذربایجانی: Elvin Mürsəliyev) ورزشکار مرد رشتهٔ کشتی فرنگی متولد ۱۷ اوت ۱۹۸۸ در کشور آذربایجان است. از افتخارات وی می‌توان به کسب مدال برنز وزن ۷۵ کیلوگرم فرنگی مسابقات قهرمانی کشتی جهان ۲۰۱۴ و کسب مدال طلا وزن ۷۵ کیلوگرم فرنگی باکو ۲۰۱۵ اشاره کرد.

## المپیک ۲۰۱۶ ریو
مورسالیف در سال ۲۰۱۶ میلادی در المپیک ریو در وزن ۷۵ کیلو حاضر بود که در دور اول و دوم، محمد فاوزی کشتی‌گیر مصری و دوسژان کارتیکوف کشتی‌گیر قزاقستانی شکست داد اما در دور سوم از پیتر باکسی کشتی‌گیر مجارستانی شکست خورد و از دور رقابت‌ها کنار رفت.

## مسابقات قهرمانی کشتی جهان ۲۰۱۷
مورسالیف در وزن ۸۰ کیلو مسابقات قهرمانی کشتی فرنگی جهان ۲۰۱۷ پاریس حاضر بود که در دورهای اول تا سوم رومن ولاسوف قهرمان المپیک لندن و ریو از روسیه، ادگار بابایان از لهستان و زید آیت اکرام از مراکش را شکست داد اما در نیمه نهایی به رادیک کولیف از بلاروس شکست خورد و به دیدار رده‌بندی رفت. وی در دیدار رده‌بندی دانیل الکساندروف کشتی‌گیر بلغاری را شکست داد و مدال برنز وزن ۸۰ کیلوگرم را بدست آورد.